# Cour d'appel des États-Unis pour le deuxième circuit
La cour d’appel des États-Unis pour le deuxième circuit (en anglais, United States Court of Appeals for the Second Circuit), sise à New York, est une cour d'appel fédérale américaine, devant laquelle sont interjetés les appels en provenance des six cours de district (United States District Court) suivantes :
| États       | Districts          | Nombre de comtés   | Comtés |
| ----------- | ------------------ | ------------------ | --- |
| Connecticut | Totalité de l'État | Totalité de l'État | Totalité de l'État |
| New York    | est                | 5                  | Brooklyn, Nassau, Queens, Richmond et Suffolk |
| New York    | ouest              | 17                 | Allegany, Cattaraugus, Chautauqua, Chemung, Erie, Genesee, Livingston, Monroe, Niagara, Ontario, Orleans, Schuyler, Seneca, Steuben, Wayne, Wyoming et Yates. |
| New York    | nord               | 32                 | Albany, Broome, Cayuga, Chenango, Clinton, Columbia, Cortland, Delaware, Essex, Franklin, Fulton, Greene, Hamilton, Herkimer, Jefferson, Lewis, Madison, Montgomery, Oneida, Onondaga, Oswego, Otsego, Rensselaer, Saratoga, Schenectady, Schoharie, Saint Lawrence, Tioga, Tompkins, Ulster, Warren et Washington. |
| New York    | sud                | 8                  | Bronx, Dutchess, New York, Orange, Putnam, Rockland, Sullivan et Westchester. |
| Vermont     | Totalité de l'État | Totalité de l'État | Totalité de l'État |

Établie le 16 juin 1891, la cour compte 13 juges et son président (Chief Judge) est Robert A. Katzmann.